# Kharovsk
Kharovsk (en russe : Харовск) est une ville de l'oblast de Vologda, en Russie, et le centre administratif du raïon de Kharovsk. Sa population s'élevait à 9 617 habitants en 2013.

## Géographie
Kharovsk est située au bord de la rivière Koubena, à 90 km au nord de Vologda.

## Histoire
Kharovsk est fondée en 1903 lors de la construction d'une voie ferrée partant de Vologda et se dirigeant vers le nord. Elle accéda au statut de commune urbaine en 1932 puis à celui de ville en 1954.

## Population
Recensements (*) ou estimations de la population
| 1926* | 1939* | 1959*  | 1970*  | 1979*  |
| ----- | ----- | ------ | ------ | ------ |
| 500   | 7 400 | 11 260 | 14 102 | 12 859 |

| 1989*  | 2002*  | 2010*  | 2012  | 2013  |
| ------ | ------ | ------ | ----- | ----- |
| 13 083 | 11 460 | 10 079 | 9 843 | 9 617 |